# Școala Normală „Mihail Sturdza” din Iași
Școala Normală „Mihail Sturdza” din Iași a fost o instituție de învățământ preuniversitar din Iași destinată pregătirii institutoarelor pentru cele dintâi școli de fete suburbiale. Această școală a fost continuatoarea unei școli înființate în timpul domniei lui Mihail Sturdza, prima școală pentru fete de boieri din Moldova, școală care a funcționat de-a lungul vremii sub mai multe denumiri: „Școala centrală”, „Școala secundară”, denumită astfel printr-o lege din 1864, „Școala normală de fete” (1893), „Școala de învățătoare” (1904), și, ulterior, Școala Normală „Mihail Sturdza”.
Existența școlii sfârșește în anul 1955 când Școala normală de fete fuzionează cu Școala Normală „Vasile Lupu” și capătă numele de Liceul Pedagogic.
De-a lungul timpului această școală, care poseda un internat, a ocupat diverse imobile în Iași: Pavilionul șapte al actualului Spital de boli infectioase din Iași sau, în momentul fuziunii cu Școala normală „Mihail Sturdza”, actualul Corp D al Universității ieșene de pe strada Toma Cozma. 
Școala a rămas în istorie datorită – pe lângă remarcabilul corp profesoral (Constantin Dimitrescu-Iași, Ana Conta-Kernbach) și excelenta pregătire a elevelor, cea mai celebră rămânând Veronica Micle – și scandalului care l-a implicat pe Titu Maiorescu. Între octombrie 1864 și aprilie 1865 Titu Maiorescu a fost suspendat din învățământ ca urmare a unei acuzații de imoralitate legată de presupusa sa legătură cu Emilia Rickert, subdirectoarea Școlii centrale de fete. În februarie 1865, în urma procesului, Maiorescu a fost achitat, reintegrat în învățământ și repus în toate drepturile.